# Bộ Bạch hoa đan

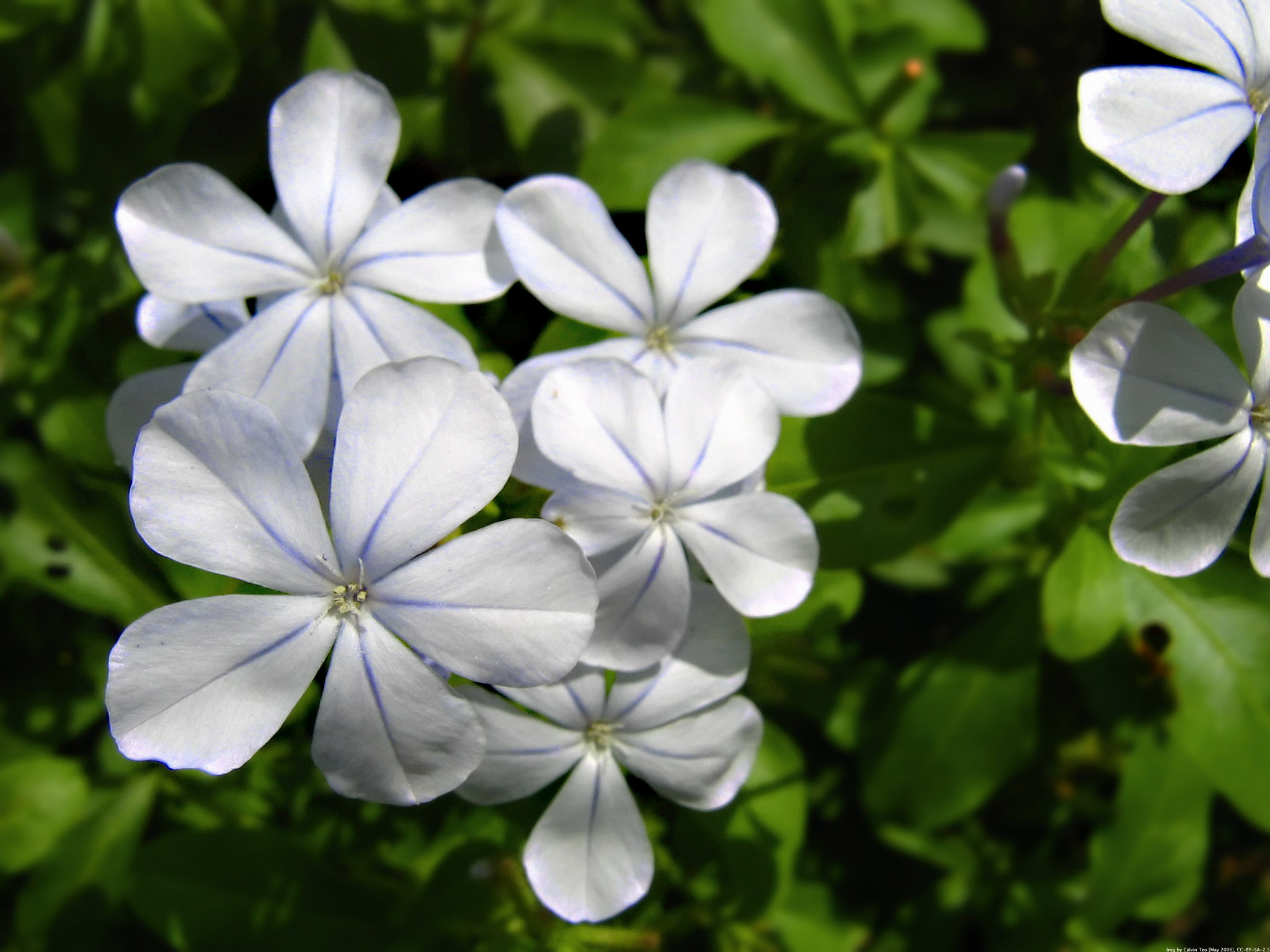
Hoa tuyết hoa đan (Plumbago auriculata)

Bộ Bạch hoa đan hay bộ Đuôi công (danh pháp khoa học: Plumbaginales) là một bộ thực vật có hoa được một vài hệ thống phân loại thực vật công nhận, chẳng hạn như hệ thống Wettstein trong phiên bản cuối cùng năm 1935 hay hệ thống Engler phiên bản năm 1964 và hệ thống Cronquist phiên bản gốc năm 1981. Định nghĩa của nó thông thường như sau: 
- Bộ Plumbaginales
Họ Plumbaginaceae - họ Bạch hoa đan

Cronquist đặt bộ này trong phân lớp Caryophyllidae bao gồm 3 bộ. Hệ thống APG II năm 2003 đưa bộ/họ này vào trong bộ Cẩm chướng (Caryophyllales) mở rộng.